# 2012-es Iowa Corn Indy 250
A 2012-es Iowa Corn Indy 250 volt a 2012-es Izod IndyCar Series szezon kilencedik futama, melyet 2012. június 23-án rendeztek meg az Iowában található 0,875 mérföldes oválpályán.

## Nevezési lista
| Csapat                           | Motor     | Első pilóta | Első pilóta         | Második pilóta | Második pilóta     | Harmadik pilóta | Harmadik pilóta  | Negyedik pilóta | Negyedik pilóta |
| -------------------------------- | --------- | ----------- | ------------------- | -------------- | ------------------ | --------------- | ---------------- | --------------- | --------------- |
| Team Penske                      | Chevrolet | 2           | Ryan Briscoe        | 3              | Hélio Castroneves  | 12              | Will Power       |                 |                 |
| Panther Racing                   | Chevrolet | 4           | J. R. Hildebrand    |                |                    |                 |                  |                 |                 |
| KV Racing Technology             | Chevrolet | 5           | E. J. Viso          | 8              | Rubens Barrichello | 11              | Tony Kanaan      |                 |                 |
| Dragon Racing                    | Chevrolet | 6           | Katherine Legge     |                |                    |                 |                  |                 |                 |
| Target Chip Ganassi Racing       | Honda     | 9           | Scott Dixon         | 10             | Dario Franchitti   | 38              | Graham Rahal     | 83              | Charlie Kimball |
| A. J. Foyt Enterprises           | Honda     | 14          | Mike Conway         |                |                    |                 |                  |                 |                 |
| Rahal Letterman Laningan Racing  | Honda     | 15          | Szató Takuma        |                |                    |                 |                  |                 |                 |
| Dale Coyne Racing                | Honda     | 18          | Justin Wilson       | 19             | James Jakes        |                 |                  |                 |                 |
| Ed Carpenter Racing              | Chevrolet | 20          | Ed Carpenter        |                |                    |                 |                  |                 |                 |
| Panther-Dreyer & Reinbold Racing | Chevrolet | 22          | Oriol Servià        |                |                    |                 |                  |                 |                 |
| Andretti Autosport               | Chevrolet | 26          | Marco Andretti      | 27             | James Hinchcliffe  | 28              | Ryan Hunter-Reay |                 |                 |
| Sarah Fisher Hartman Racing      | Honda     | 67          | Josef Newgarden     |                |                    |                 |                  |                 |                 |
| Schmidt Hamilton Motorsports     | Honda     | 77          | Simon Pagenaud      |                |                    |                 |                  |                 |                 |
| Lotus-HVM Racing                 | Lotus     | 78          | Simona de Silvestro |                |                    |                 |                  |                 |                 |
| Team Barracuda – BHA             | Honda     | 98          | Alex Tagliani       |                |                    |                 |                  |                 |                 |
| HIVATALOS NEVEZÉSI LISTA         |           |             |                     |                |                    |                 |                  |                 |                 |

### Első Heat verseny
| Pozíció | #  | Pilóta              | Csapat                           | Motor     | Futott kör | Idő       | Átlagsebesség (mph) |
| ------- | -- | ------------------- | -------------------------------- | --------- | ---------- | --------- | ------------------- |
| 1.      | 38 | Graham Rahal        | Chip Ganassi Racing              | Honda     | 30         | 9:00.6441 | 178.587             |
| 2.      | 67 | Josef Newgarden (R) | Sarah Fisher Hartman Racing      | Honda     | 30         | 9:06.8575 | 176.558             |
| 3.      | 4  | J. R. Hildebrand    | Panther Racing                   | Chevrolet | 30         | 9:07.2035 | 176.446             |
| 4.      | 5  | E. J. Viso          | KV Racing Technology             | Chevrolet | 30         | 9:07.2035 | 176.446             |
| 5.      | 22 | Oriol Servià        | Panther-Dreyer & Reinbold Racing | Chevrolet | 30         | 9:09.0027 | 175.868             |
| 6.      | 14 | Mike Conway         | A.J. Foyt Enterprises            | Honda     | 30         | 9:11.4585 | 175.085             |
| 7.      | 20 | Ed Carpenter        | Ed Carpenter Racing              | Chevrolet | 30         | 9:14.0477 | 174.267             |
| 8.      | 15 | Szató Takuma        | Rahal Letterman Lanigan Racing   | Honda     | 30         | 9:19.2112 | 172.657             |

### Második Heat verseny
| Pozíció | #  | Pilóta              | Csapat                       | Motor     | Futott kör | Idő       | Átlagsebesség (mph) |
| ------- | -- | ------------------- | ---------------------------- | --------- | ---------- | --------- | ------------------- |
| 1.      | 11 | Tony Kanaan         | KV Racing Technology         | Chevrolet | 30         | 8:59.4932 | 178.968             |
| 2.      | 98 | Alex Tagliani       | Team Barracuda – BHA         | Honda     | 30         | 9:02.6187 | 177.937             |
| 3.      | 78 | Simona de Silvestro | HVM Racing                   | Lotus     | 30         | 9:04.7651 | 171.328             |
| 4.      | 8  | Rubens Barrichello  | KV Racing Technology         | Chevrolet | 30         | 9:05.5750 | 176.973             |
| 5.      | 18 | Justin Wilson       | Dale Coyne Racing            | Honda     | 30         | 9:07.4242 | 176.375             |
| 6.      | 77 | Simon Pagenaud      | Schmidt Hamilton Motorsports | Honda     | 30         | 9:07.7250 | 170.402             |
| 7.      | 83 | Charlie Kimball     | Chip Ganassi Racing          | Honda     | 30         | 9:09.5750 | 175.685             |
| 8.      | 6  | Katherine Legge     | Dragon Racing                | Chevrolet | 30         | 9:13.2422 | 174.520             |
| 9.      | 19 | James Jakes         | Dale Coyne Racing            | Honda     | 30         | 9:13.4964 | 174.440             |

### Harmadik Heat verseny
| Pozíció | #  | Pilóta            | Csapat              | Motor     | Futott kör | Idő       | Átlagsebesség (mph) |
| ------- | -- | ----------------- | ------------------- | --------- | ---------- | --------- | ------------------- |
| 1.      | 10 | Dario Franchitti  | Chip Ganassi Racing | Honda     | 30         | 9:16.9203 | 173.368             |
| 2.      | 3  | Hélio Castroneves | Team Penske         | Chevrolet | 30         | 9:18.3874 | 172.912             |
| 3.      | 26 | Marco Andretti    | Andretti Autosport  | Chevrolet | 30         | 9:22.1087 | 171.767             |
| 4.      | 27 | James Hinchcliffe | Andretti Autosport  | Chevrolet | 30         | 9:22.9016 | 171.526             |
| 5.      | 2  | Ryan Briscoe      | Team Penske         | Chevrolet | 30         | 9:23.5016 | 171.343             |
| 6.      | 12 | Will Power        | Team Penske         | Chevrolet | 30         | 9:24.2845 | 171.105             |
| 7.      | 28 | Ryan Hunter-Reay  | Andretti Autosport  | Chevrolet | 30         | 9:24.7636 | 170.960             |
| 8.      | 9  | Scott Dixon       | Chip Ganassi Racing | Honda     | 30         | 9:26.2166 | 170.521             |

## Rajtfelállás
| Rajtsor                                           | Belső ív | Belső ív           | Külső ív | Külső ív            |
| ------------------------------------------------- | -------- | ------------------ | -------- | ------------------- |
| 1                                                 | 10       | Dario Franchitti   | 3        | Hélio Castroneves   |
| 2                                                 | 26       | Marco Andretti     | 27       | James Hinchcliffe   |
| 3                                                 | 2        | Ryan Briscoe       | 12       | Will Power          |
| 4                                                 | 28       | Ryan Hunter-Reay   | 9        | Scott Dixon         |
| 5                                                 | 98       | Alex Tagliani      | 67       | Josef Newgarden     |
| 6                                                 | 8        | Rubens Barrichello | 4        | J. R. Hildebrand    |
| 7                                                 | 18       | Justin Wilson      | 83       | Charlie Kimball     |
| 8                                                 | 22       | Oriol Servià       | 6        | Katherine Legge     |
| 9                                                 | 14       | Mike Conway        | 19       | James Jakes         |
| 10                                                | 11       | Tony Kanaan †      | 38       | Graham Rahal †      |
| 11                                                | 20       | Ed Carpenter       | 78       | Simona de Silvestro |
| 12                                                | 15       | Szató Takuma       | 5        | E. J. Viso †        |
| 13                                                | 77       | Simon Pagenaud †   |          |                     |
| † 10 rajthelyes büntetést kapott motorcsere miatt |          |                    |          |                     |

### Verseny
| Pozíció                                  | #  | Pilóta              | Csapat                           | Motor     | Futott kör | Idő/Kiesés oka       | Rajthely | Élen töltött körök száma | Pont |
| ---------------------------------------- | -- | ------------------- | -------------------------------- | --------- | ---------- | -------------------- | -------- | ------------------------ | ---- |
| 1.                                       | 28 | Ryan Hunter-Reay    | Andretti Autosport               | Chevrolet | 250        | 1:43:39.3031         | 7        | 15                       | 50   |
| 2.                                       | 26 | Marco Andretti      | Andretti Autosport               | Chevrolet | 250        | +0.1103†             | 3        | 3                        | 40   |
| 3.                                       | 11 | Tony Kanaan         | KV Racing Technology             | Chevrolet | 250        | +2.7245              | 19       | 0                        | 35   |
| 4.                                       | 9  | Scott Dixon         | Chip Ganassi Racing              | Honda     | 250        | +3.0075              | 8        | 76                       | 32   |
| 5.                                       | 77 | Simon Pagenaud      | Schmidt Hamilton Motorsports     | Honda     | 250        | +3.8468              | 25       | 0                        | 30   |
| 6.                                       | 3  | Hélio Castroneves   | Team Penske                      | Chevrolet | 250        | +5.3061              | 2        | 133                      | 30   |
| 7.                                       | 8  | Rubens Barrichello  | KV Racing Technology             | Chevrolet | 250        | +5.9890              | 11       | 1                        | 26   |
| 8.                                       | 20 | Ed Carpenter        | Ed Carpenter Racing              | Chevrolet | 250        | +6.9856              | 21       | 0                        | 24   |
| 9.                                       | 38 | Graham Rahal        | Chip Ganassi Racing              | Honda     | 250        | +7.1607              | 20       | 0                        | 22   |
| 10.                                      | 18 | Justin Wilson       | Dale Coyne Racing                | Honda     | 249        | +1 Kör               | 13       | 0                        | 20   |
| 11.                                      | 83 | Charlie Kimball     | Chip Ganassi Racing              | Honda     | 248        | +2 Kör               | 14       | 0                        | 19   |
| 12.                                      | 15 | Szató Takuma        | Rahal Letterman Lanigan Racing   | Honda     | 247        | +3 Kör               | 23       | 0                        | 18   |
| 13.                                      | 19 | James Jakes         | Dale Coyne Racing                | Honda     | 244        | +6 Kör               | 18       | 1                        | 17   |
| 14.                                      | 78 | Simona de Silvestro | HVM Racing                       | Lotus     | 244        | +6 Kör               | 22       | 0                        | 16   |
| 15.                                      | 6  | Katherine Legge     | Dragon Racing                    | Chevrolet | 243        | Baleset              | 16       | 0                        | 15   |
| 16.                                      | 98 | Alex Tagliani       | Team Barracuda – BHA             | Honda     | 207        | Transzmisszió        | 9        | 0                        | 14   |
| 17.                                      | 27 | James Hinchcliffe   | Andretti Autosport               | Chevrolet | 195        | Baleset              | 4        | 19                       | 13   |
| 18.                                      | 2  | Ryan Briscoe        | Team Penske                      | Chevrolet | 178        | Baleset Newgarden-el | 5        | 2                        | 12   |
| 19.                                      | 67 | Josef Newgarden     | Sarah Fisher Hartman Racing      | Honda     | 178        | Baleset Briscoe-val  | 10       | 0                        | 12   |
| 20.                                      | 14 | Mike Conway         | A.J. Foyt Enterprises            | Honda     | 123        | Kezelhetőség         | 17       | 0                        | 12   |
| 21.                                      | 22 | Oriol Servià        | Panther-Dreyer & Reinbold Racing | Chevrolet | 98         | Tűz                  | 15       | 0                        | 12   |
| 22.                                      | 4  | J. R. Hildebrand    | Panther Racing                   | Chevrolet | 105        | Baleset              | 10       | 0                        | 12   |
| 23.                                      | 12 | Will Power          | Team Penske                      | Chevrolet | 67         | Baleset Viso-val     | 6        | 0                        | 12   |
| 24.                                      | 5  | E. J. Viso          | KV Racing Technology             | Chevrolet | 67         | Baleset Power-el     | 24       | 0                        | 12   |
| 25.                                      | 10 | Dario Franchitti    | Chip Ganassi Racing              | Honda     | 0          | Motor                | 1        | 0                        | 11   |
| † Sárga zászló alatt ért véget a verseny |    |                     |                                  |           |            |                      |          |                          |      |

### Verseny statisztikák
A verseny alatt 10-szer változott az élen álló személye 8 versenyző között.
| Változás az élen | Változás az élen   |
| Kör              | Élen               |
| ---------------- | ------------------ |
| 52               | James Hinchcliffe  |
| 71               | Rubens Barrichello |
| 72               | James Jakes        |
| 73               | Hélio Castroneves  |
| 155              | Ryan Hunter-Reay   |
| 157              | Scott Dixon        |
| 177              | Ryan Briscoe       |
| 179              | Marco Andretti     |
| 182              | Scott Dixon        |
| 238              | Ryan Hunter-Reay   |

| Élen töltött körök száma | Élen töltött körök száma        |
| Körök                    | Versenyző                       |
| ------------------------ | ------------------------------- |
| 133                      | Hélio Castroneves               |
| 76                       | Scott Dixon                     |
| 19                       | James Hinchcliffe               |
| 15                       | Ryan Hunter-Reay                |
| 3                        | Marco Andretti                  |
| 2                        | Ryan Briscoe                    |
| 1                        | James Jakes, Rubens Barrichello |

| Sárga zászlók: 6 alkalommal összesen 64 körön át | Sárga zászlók: 6 alkalommal összesen 64 körön át |
| Körök                                            | Ok                                               |
| ------------------------------------------------ | ------------------------------------------------ |
| 1-9                                              | #10-es és #98-as autó megállása a 3-as kanyarban |
| 68-83                                            | #5-ös és #12-es autó balesete a 2-es kanyarban   |
| 98-110                                           | #4-es autó balesete az 1-es kanyarban            |
| 179-194                                          | #2-es és #67-es autó balesete a 2-es kanyarban   |
| 197-203                                          | #27-es autó balesete a 4-es kanyarban            |
| 248-250                                          | #6-os autó balesete a 2-es kanyarban             |

## Bajnokság állása a verseny után
Pilóták bajnoki állása
| Pozíció | Pilóta            | Pontok |
| ------- | ----------------- | ------ |
| 1       | Will Power        | 286    |
| 2       | Ryan Hunter-Reay  | 283    |
| 3       | Scott Dixon       | 271    |
| 4       | Hélio Castroneves | 261    |
| 5       | James Hinchcliffe | 256    |

Gyártók bajnoksága
| Pozíció | Gyártó    | Pontok |
| ------- | --------- | ------ |
| 1       | Chevrolet | 72     |
| 2       | Honda     | 63     |
| 3       | Lotus     | 36     |